# Jolley (Iowa)
Jolley es una ciudad ubicada en el condado de Calhoun en el estado estadounidense de Iowa. En el Censo de 2010 tenía una población de 41 habitantes y una densidad poblacional de 137,65 personas por km².

## Geografía
Jolley se encuentra ubicada en las coordenadas 42°28′46″N 94°43′6″O / 42.47944, -94.71833. Según la Oficina del Censo de los Estados Unidos, Jolley tiene una superficie total de 0.3 km², de la cual 0.3 km² corresponden a tierra firme y (0%) 0 km² es agua.

## Demografía
Según el censo de 2010, había 41 personas residiendo en Jolley. La densidad de población era de 137,65 hab./km². De los 41 habitantes, Jolley estaba compuesto por el 100% blancos, el 0% eran afroamericanos, el 0% eran amerindios, el 0% eran asiáticos, el 0% eran isleños del Pacífico, el 0% eran de otras razas y el 0% pertenecían a dos o más razas. Del total de la población el 4.88% eran hispanos o latinos de cualquier raza.